# Leonid Skotnikov
Leonid Alexejevitsj Skotnikov (Russisch: Леонид Алексеевич Скотников) (Tver, 25 maart 1951) is een Russisch rechter en voormalig diplomaat. Sinds 2006 is hij rechter bij het Internationaal Gerechtshof.

## Levensloop
In 1974 slaagde Skotnikov voor zijn studie in internationaal recht aan het Moskouse Instituut voor Internationale Relaties. Hierna werkte hij van 1974 tot 1977 voor het Ministerie van Buitenlandse Zaken van de Sovjet-Unie en daarna tot 1991 in verschillende functies op Sovjet-Russische missie van de Verenigde Naties. In 1990 was hij daarnaast fellow aan het Center for International Affairs van de Harvard-universiteit.
Van 1991 tot en met 1992 werkte hij opnieuw voor het ministerie; vanwege het uiteenvallen van de Sovjet-Unie was dat in het laatste jaar inmiddels alleen van Rusland. Vanaf 1992 werd hij benoemd tot buitengewoon en gevolmachtigd ambassadeur in Nederland, een functie waarin hij aanbleef tot 1998. Toen werd hij aangesteld als directeur voor het juridische departement van het Ministerie van Buitenlandse Zaken, voor de periode tot 2001. Vervolgens werd hij aangewezen tot permanent vertegenwoordiger van Rusland voor de VN en andere internationale organisaties in Genève. In deze functie bleef hij aan tot 2005 en had hij ook verantwoordelijkheid voor de Russische deelname aan de Conferentie voor Ontwapening van de Verenigde Naties (UNCD).
Sinds 16 februari 2006 is hij aangesteld als rechter van het Internationale Gerechtshof in Den Haag voor een periode tot 2015. In juli 2010 nam hij een in politiek opzicht Russisch standpunt in over de afscheiding van Kosovo van Servië. Hij was toen een van de vier rechters die het niet eens waren met de conclusie dat de eenzijdige onafhankelijkheidsverklaring het internationaal recht niet zou schenden.